# Boulevard du Maréchal-Vaillant (Lille)
 (juin 2024).
Si vous disposez d'ouvrages ou d'articles de référence ou si vous connaissez des sites web de qualité traitant du thème abordé ici, merci de compléter l'article en donnant les références utiles à sa vérifiabilité et en les liant à la section « Notes et références ».
Le   boulevard du Maréchal-Vaillant est une voie de Lille.

## Situation et accès
La rue située dans le quartier du Lille-Saint-Sauveur relie la rue des Déportés à l'emplacement de la Noble Tour à la rue Blanqui près de l'ancienne gare Saint-Sauveur.
Elle est desservie par la station de métro  Lille Grand Palais (métro de Lille).

## Origine du nom
La  rue rend hommage au Maréchal Vaillant ministre de la guerre de Napoléon III qui a décidé  la création en 1858 de l’enceinte construite dans les années 1860 pour l'agrandissement de Lille qui a englobé Wazemmes, Moulins, Esquermes.

## Historique
Le boulevard militaire longeant l’enceinte de 6 kilomètres construite dans les années 1860 de la Noble Tour à la Deûle près de la porte de Dunkerque est nommé boulevard du Maréchal Vaillant dans son ensemble en 1863 puis divisée en 1872 en tronçons successifs, celui de la Noble Tour à la porte de Valenciennes conservant sa dénomination de boulevard du Maréchal Vaillant, celui de la porte de Valenciennes à la porte de Douai étant désignée boulevard de Belfort, celui de la porte de Douai à la porte des Postes, boulevard de Strasbourg
Le boulevard du Maréchal-Vaillant passait sous les voies de sortie de la gare Saint-Sauveur pour rejoindre la porte de Valenciennes. La suppression de ces ponts vers la fin des années 1930  a limité à la rue  Blanqui le boulevard du Maréchal-Vaillant dès lors séparé de la porte de Valenciennes par les voies de la gare Saint-Sauveur.

## Description
La rue est une voie secondaire  à très faible circulation bordée côté pair en partie par des  immeubles de la fin du  XIXe siècle, côté impair par des bâtiments construits à l’emplacement des anciennes fortifications, maison de l’emploi (ancien commissariat)  d’architecture art-deco  construit vers 1930, résidence universitaire de 1930 à l'angle du boulevard du Docteur-Calmette et immeubles HLM en panneaux préfabriqués du début des années 1950.
La partie entre la Noble Tour et le boulevard est large d'une vingtaine de mètres avec un terre-plein central.
Le viaduc du métro limite sa largeur sur le tronçon arrivant vers l’ancienne gare Saint-Sauveur

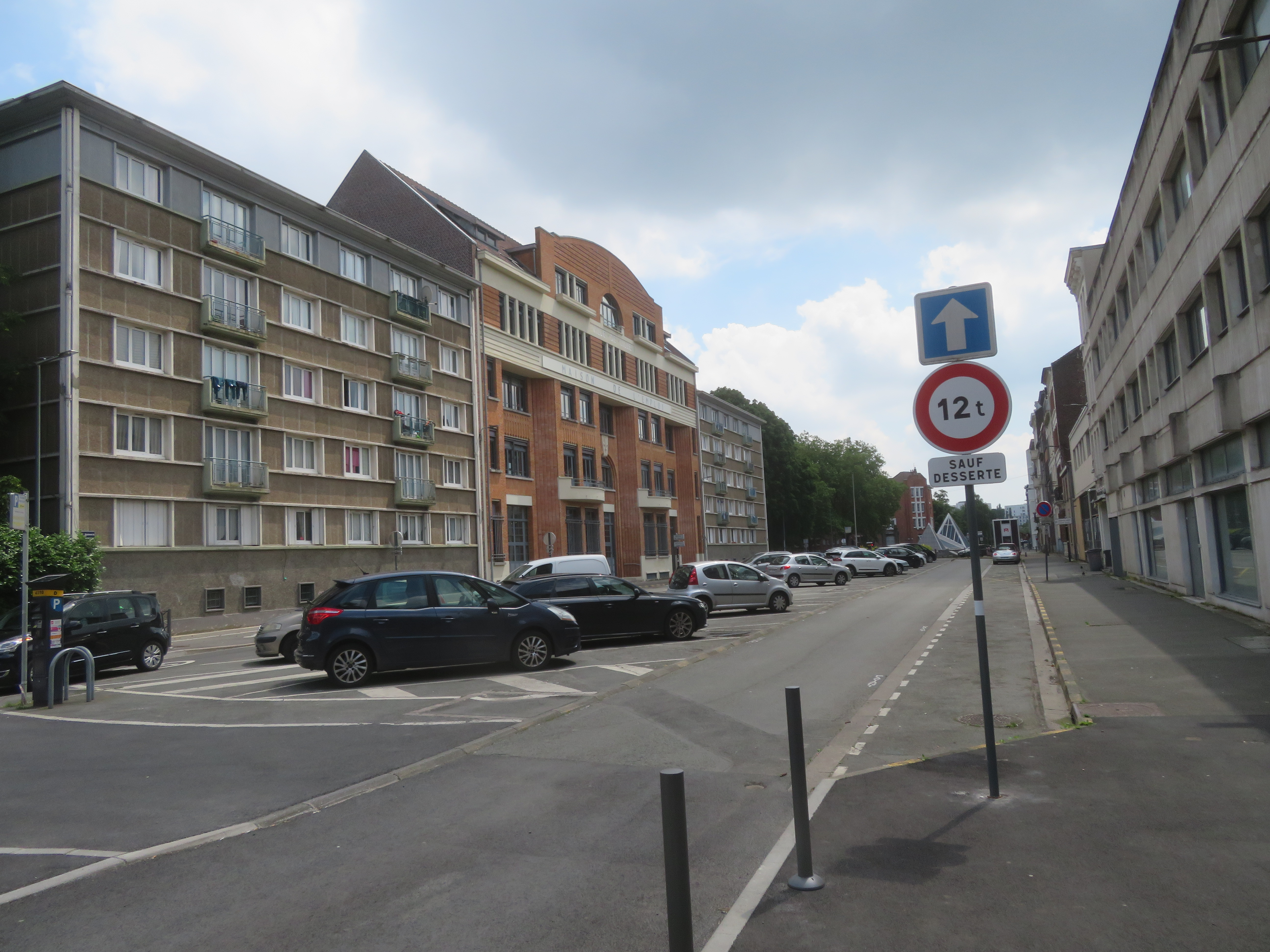
Vue de la Noble Tour vers le boulevard Louis XIV
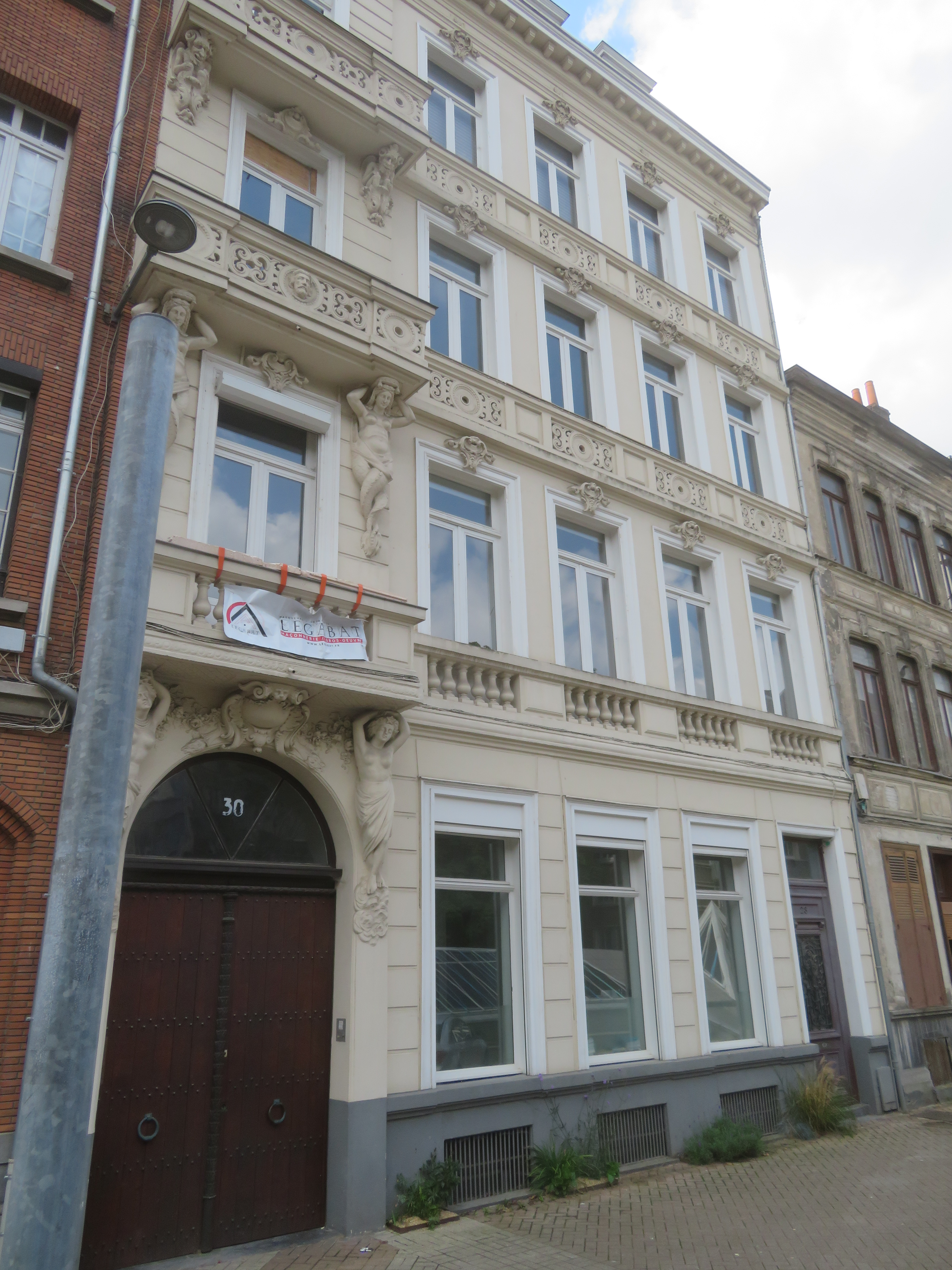
Maison du numéro 30